# Besuch von Angela Merkel in Jordanien (2018)
Die deutsche Bundeskanzlerin Angela Merkel reiste am 21. Juni 2018 für einen halbtägigen Besuch nach Jordanien. Es war nach 2007 ihr zweiter Besuch in diesem Land.

## Programm
Merkel besuchte zunächst die staatliche Deutsch-Jordanische Universität (GJU) in Amman, in der sie von der Präsidentin der Universität Manar Fayyad begrüßt wurde. Sie nahm an einer Diskussionsveranstaltung mit Studenten teil. Themen waren die Flüchtlingspolitik, der Syrienkonflikt, Bildungsfragen und Frauenförderung. Merkel sagte u. a.: „Wir müssen ein offenes Land sein“, aber „natürlich müssen wir mehr ordnen und steuern“. Sie räumte ein, die vielen Flüchtlinge in Deutschland seien auch eine „große Herausforderung“. Auch habe die „eigene Bevölkerung Wünsche und Sorgen“. Dies müsse in einer Balance gehalten werden.
Anschließend empfing König Abdullah II. Merkel im Husseiniya-Palast zu einem Gespräch. Sie sprach mit dem König und mit Kronprinz Hussein über die Beziehungen zwischen beiden Ländern und die Lage in der Region. Merkel sagte zu, Jordanien bei seinen vom Internationalen Währungsfonds (IWF) verlangten Reformbemühungen mit einem zusätzlichen Kredit in Höhe von 100 Millionen US-Dollar zu unterstützen. Sie äußerte ihre „große Hochachtung“ für Jordaniens Leistungen bei der Versorgung Hunderttausender Flüchtlinge, insbesondere aus Syrien. Abgeschlossen wurde das Treffen mit einem gemeinsamen Mittagessen.
Zum Abschluss ihres Besuchs besuchte Merkel die Muwaffaq Salti Air Base in al-Azraq, wo sie mit Bundeswehrsoldaten zusammentraf, die dort als Teil einer Koalition im Kampf gegen die Terrormiliz Islamischer Staat (IS) eingesetzt sind.
Am Nachmittag flog Merkel weiter in den Libanon.